# Koyo Kouoh

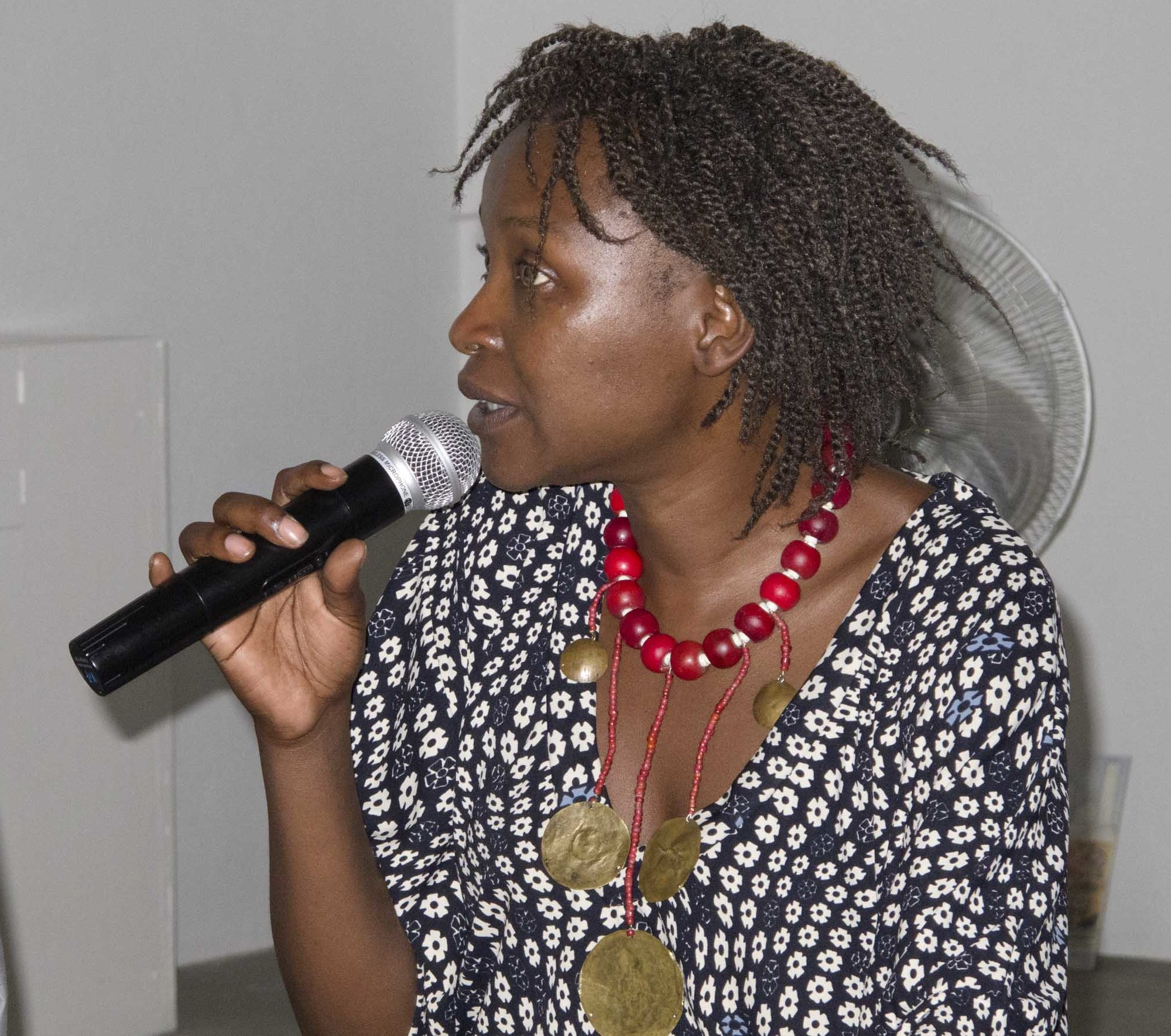
Koyo Kouoh auf der IMG-Konferenz 2010

Koyo Kouoh (* 24. Dezember 1967 in Douala, Kamerun; † 10. Mai 2025 in Basel) war eine kamerunisch-schweizerische Kuratorin und Kulturproduzentin. Sie war Preisträgerin des Schweizer Kunstpreises Prix Meret Oppenheim, Gründerin der RAW Material Company in Dakar, Direktorin des Zeitz Museum of Contemporary Art Africa (MOCAA) in Kapstadt und ernannte Leiterin der Biennale 2026 von Venedig.

## Leben und Werk
Koyo Kouoh wurde am 24. Dezember 1967 in Kamerun geboren. Sie lebte bis zu ihrem dreizehnten Lebensjahr in Douala. Als sie neun Jahre alt war, zog ihre Mutter in die Schweiz. Die Kinder blieben bei der Grossmutter. Als Koyo Kouoh 13 Jahre alt war, holte ihre Mutter sie und ihre Schwester nach Zürich. Dort lebte sie bei ihrer Mutter und einem Schweizer Stiefvater. In Zürich lebte sie bis Mitte der 1990er Jahre. Bei der Credit Suisse absolvierte sie eine Bankausbildung. Sie studierte Betriebswirtschaftslehre und Bankwesen in der Schweiz sowie Kulturmanagement in Frankreich. Sie machte ihre ersten Erfahrungen als Kuratorin und arbeitete als Kulturjournalistin.
1994 war Kouoh Mitherausgeberin von Töchter Afrikas, einem deutschsprachigen Begleitbuch zu Margaret Busbys Daughters of Africa und einer Sammlung von Schriften von Frauen der afrikanischen Diaspora. Im folgenden Jahr reiste sie nach Dakar, Senegal, um den Filmemacher Ousmane Sembène zu interviewen. Es war eine Reise, die einen entscheidenden Wendepunkt in ihrem Leben darstellte, genauso die Geburt ihres Sohnes 1992. Inspiriert von der Kunstszene Dakars, unter anderem dem Maler Issa Samb, und frustriert über den antischwarzen Rassismus in Europa, beschloss Kouoh, nach Senegal zu ziehen und eine Karriere in der Kunst zu verfolgen. 1996 verließ sie die Schweiz und ließ sich in Dakar nieder.
In Dakar gründete Kouoh 2008 die RAW Material Company – Center for Art, Knowledge and Society, eine Einrichtung zur Förderung des künstlerischen und intellektuellen Nachwuchses in Afrika, und war bis 2019 deren künstlerische Direktorin. Ab 2011 hatte die RAW Material Company einen festen Sitz, davor war sie nomadisch gewesen. Von 1998 bis 2002 koordinierte Koyo Kouoh das Kulturprogramm am Institut Gorée im Senegal. Als Spezialistin für Fotografie, Video und öffentliche Installationen kuratierte sie Ausstellungen in Brasilien, der Schweiz, Österreich, Deutschland, im Senegal und in den Vereinigten Staaten und veröffentlichte zahlreiche Beiträge über zeitgenössische Kunst mit Fokus auf den afrikanischen Kontinent. 2003 war sie Mitglied der Jury für den Goldenen Löwen bei der 50. Biennale di Venezia. Sie fungierte als Beraterin der künstlerischen Leitung der documenta 12 und documenta 13 und war Mitglied der Findungskommission für die documenta 14 im Jahr 2017. Im Dezember 2018 wurde sie als Mitglied der Internationalen Kurzfilmjury der Berlinale 2019 präsentiert.
Im Jahr 2019 wurde Kouoh zur Chefkuratorin und Executive Director des Zeitz Museum of Contemporary Art Africa (MOCAA) im südafrikanischen Kapstadt ernannt. Die Ausstellung When We See Us: A Century of Black Figuration in Painting wurde vom Zeitz MOCAA konzipiert und organisiert und von Koyo Kouoh und Tandazani Dhlakama kuratiert. Die Ausstellung war nach Kapstadt auch im Kunstmuseum Basel Gegenwart (2024) zu sehen und wird aktuell in Brüssel am Bozar (2025) präsentiert. Im Jahr 2020 wurde Kouoh der Schweizer Prix Meret Oppenheim zuerkannt.
Koyo Kouoh wurde für das Jahr 2026 als Kuratorin der Biennale in Venedig bestimmt und hätte diese als erste Frau vom afrikanischen Kontinent geleitet.
Koyo Kouoh war verheiratet, hatte einen leiblichen Sohn und drei adoptierte Kinder. Sie lebte zuletzt in Basel, Dakar und Kapstadt. Sie sprach fliessend Französisch, Deutsch, Englisch und Italienisch. Am 10. Mai 2025 starb sie im Alter von 57 Jahren in einem Basler Spital an einer erst kurz zuvor diagnostizierten Krebserkrankung.

## Ausstellungen
- 2023: When We See Us: A Century of Black Figuration in Painting, Zeitz MOCAA, kuratiert von Koyo Kouoh und Tandazani Dhlakama
- 2016: Still (the) Barbarians EVA International, Ireland’s Biennial of Contemporary Art.[15]
- 2015: Body Talk: Feminism, Sexuality and the Body in the Work of Six African Women Artists, Wiels, Brüssel, kuratiert von Koyo Kouoh, assistiert Eva Barois De Caevel[16][17]

## Publikationen
- When We See Us: A Century of Black Figuration in Painting von Koyo Kouoh (Herausgeberin, Autorin), Zeitz MOCAA, Thames & Hudson 2023, ISBN 978-0-500-02588-8
- Word! Word? Word! Issa Samb and the Undecipherable Form. von Koyo Kouoh (Herausgeberin, Autorin), Issa Samb (Herausgeber), Simon Njami (Autor), Sylvette Maurin (Autorin), Sternberg Press, Berlin 2013, ISBN 978-3-95679-027-0 (englisch, französisch)
- Töchter Afrikas, schwarze Frauen erzählen. (Hrsg. mit Holger Ehling und der Welthungerhilfe), Marino-Verlag, München 1984, ISBN 3-927527-64-5